# Szalpinx
A szalpinx (ógörög σάλπιγξ) az ókori görögök tölcséres fúvókájú hangszere. A szó legtöbbször egyenes, 60–120 cm közötti hosszúságú, bronzból készült fúvós hangszert jelöl, melynek csöve szűk menzúrájú, hengeres vagy enyhén kúpos, változatos formájú hangtölcsérrel a végén. Fúvókájának anyaga szaru vagy csont. Csatatereken, nyilvános szabad téri eseményeken, játékokon jelzőhangszernek használták, a trombita ókori előfutára volt. A szalpinx szó latin megfelelője a tuba.

## Története
Pollux Kr. u. 2. századi és Athénaiosz Kr. u. 3. századi írók egyetértenek abban, hogy a szalpinx a „türrhének”, vagyis az etruszkok találmánya. Nevét legelőször Homérosz említi az Iliaszban, a hangjára utal egy hasonlatban, de a hangszer maga nem szerepel a mű cselekményében. Ennek magyarázata lehet az, hogy a szerző tudatában volt annak, hogy a szalpinxot csak évszázadokkal a trójai háború után kezdték a görögök használni, talán a Kr. e. 8. századtól. Később Aiszkhülosz, Szophoklész, Euripidész műveiben is többször előfordul. Vázafestményeken a Kr. e. 6. századtól kezdve jelenik meg.

## Leírása
Pollux Szómagyarázatában részletesen leírja a hangszert. Eszerint egyenes és görbe formája is lehet, anyaga bronz és vas, fúvókája csontból készül. Hangjának jellemzésére a következő jelzőket sorolja fel: tisztán hangzó, zengő, zúgó, morajló, dübörgő, metsző, rettentő, robusztus, mély hangú, fenséges, vehemens, borzongató, bámulatba ejtő, harcosnak való, harcias, erőteljes, határozott, méltóságteljes, nyers, nyugtalanító.
A szalpinx gyakran szerepel vázafestményeken is, elsősorban vörösalakos kerámiákon, harcosok kezében. Ezeken hosszúsága 80–120 cm közé tehető, tölcsére (kodon) hol gömb-, hol harang-, hol kúpformájú. Egy szalpinxet megszólaltató amazont ábrázoló feketealakos epinetronon a hangszer hangját felidéző hangutánzó vagy szolmizációt jelölő szavak is olvashatók: tote totote.
Néhány hangszer viszonylag ép állapotban fennmaradt. A bostoni Szépművészeti Múzeumban őrzött szalpinx hosszabb, mint a vázafestményeken láthatóak, 157 cm-es, 13 elefántcsont darabból áll, melyek bronzgyűrűkkel illeszkednek egymáshoz. Tölcsére bronzból készült, kónikus formájú. A másik vége vagy maga fúvóka lehetett, vagy annak befogadására szolgált. Anyagából sejthetően nem harci, inkább ceremoniális hangszer volt. Cipruson végzett ásatások során cserépből készült hangszerek töredékei is előkerültek.
A görögök használták a szalpinx körbehajlított változatát is a belsejében fából készült keresztrúddal, ezt bukanénak hívták, ennek római megfelelője a cornu. A szalpinxhoz hasonló szerepkörben használt kürtszerű, talán állati szarvból készült hangszer neve kerasz.

## Hangképzése

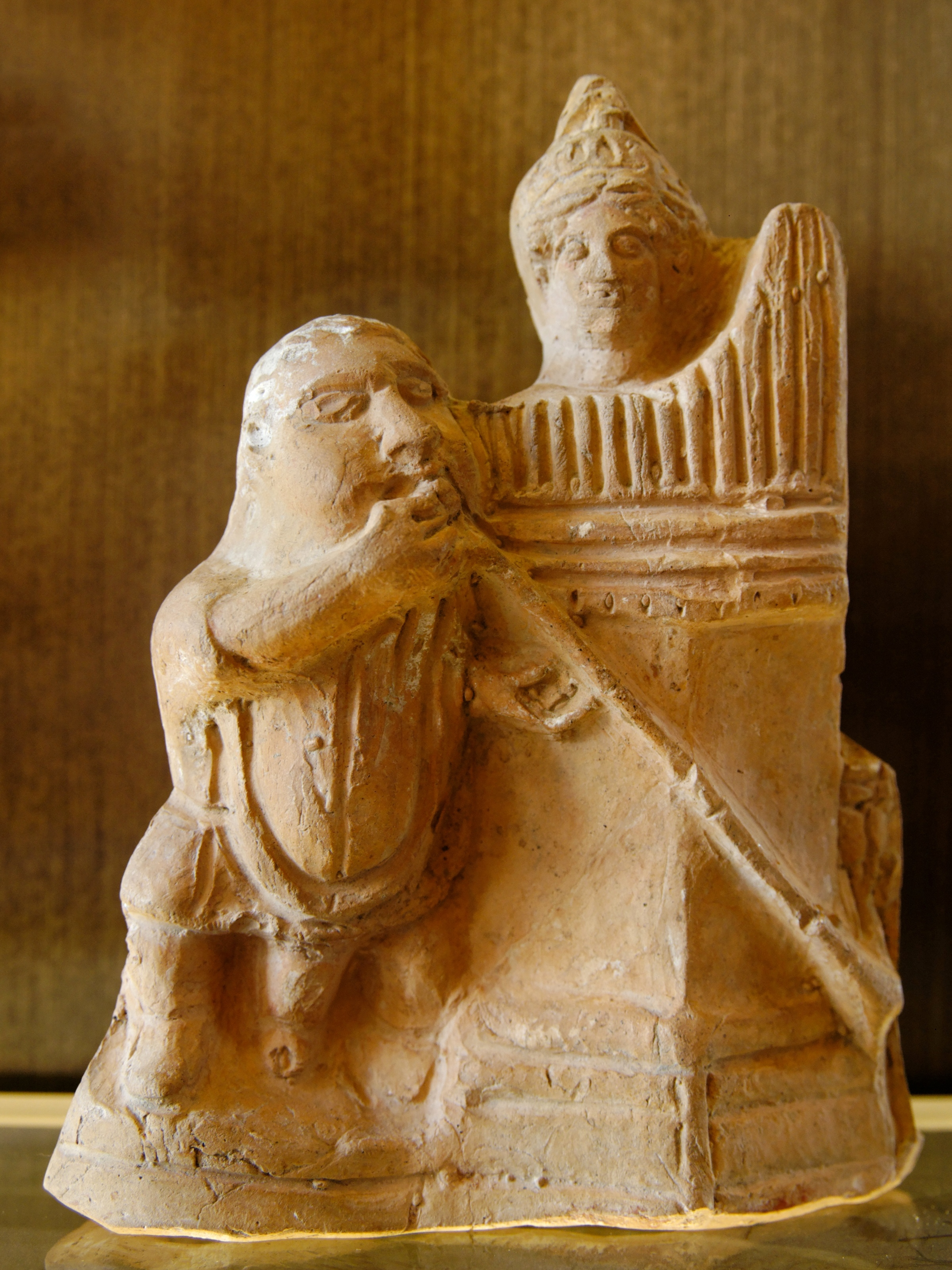
Szalpinx és víziorgona, terrakotta szobrocska Alexandriából, a Kr. e. 1. századból

A többi tölcséres fúvókájú – közismertebb nevén rézfúvós – hangszerhez hasonlóan a szalpinx hangja a használójának a fúvókához illesztett, rezgésbe hozott ajkai között átpréselt levegő nyomásingadozásából ered. Ez a rezgés – a megfúvás módjától függően – a hangszer csövébe zárt légoszlop különböző rezgési módjait képes gerjeszteni, ezáltal különböző hangokat kelteni. A cső végének kiszélesedő tölcsére az így létrejövő rezgések hangként való kisugárzását segíti, de formája a hangszínt is befolyásolhatja. A mai szelepes vagy tolócsöves rézfúvós hangszerektől eltérően a szalpinx natúrtrombita volt, vagyis hangkészletét kizárólag természetes részhangjainak sorozata alkotta; feltehetőleg csak néhány hangból álló szignálok, fanfárok előadására volt alkalmas. Hangereje viszont nagy lehetett, Pollux említést tesz egy Episztadész nevű szalpinktészről, akinek játékát 50 stadion (kb. 9 km) távolságról is hallani lehetett.
Pollux a szalpinx – szerinte csontból készült – fúvókájára a glótta elnevezést használja, ami zenei kontextusban rendesen az aulosz nádnyelveit jelöli. Ráadásul sok vázakép szerint a szalpinxot az auloszhoz hasonlóan phorbeia segítségével, vagyis a hangszert a játékos szájához szorító fejpánttal használták. Ez felveti annak lehetőségét, hogy a szalpinx nem is trombitaféle, tölcséres fúvókájú hangszer, hanem inkább oboaféle, kettős nádnyelvvel megszólaltatott hangszer volt, illetve hogy kétféle szalpinx is létezett, egy tölcséres fúvókájú és egy nádnyelves.

## Használata
A szalpinx nem zenei célokat szolgált, hanem elsősorban jeladásra használták. Fegyverbe szólította a katonákat, parancsokat közvetített a csatatéren, a civil életben társadalmi események, ceremóniák, versenyek levezénylésében segített.
Harc közben a szalpinxon adott jelek nemcsak amiatt voltak előnyösek, mert a szóbeli parancsokkal ellentétben túlharsogták a csatazajt, de azért is, mert a parancsok tartalma így, zenei jelként kódolva rejtve maradhatott a gyakran azonos nyelvet beszélő ellenség előtt. A vázaképek csatajeleneteiben a szalpinxet elsősorban hopliták használják, de íjászok, peltaszták, sőt a lovasság körében is előfordul.
Nincs arra vonatkozó adat, hogy a szalpinxet akár dobokkal, akár más hangszerekkel együtt szerepeltették volna. A későbbi koroktól eltérően az ókori görögöknél a dob nem volt harci hangszer, elsősorban vallási kultuszokban használták.
A szalpinx „civil” alkalmazására sok forrás utal. Az évenként megrendezett plataiai ünnepi játékokat a szalpinx hangja nyitotta meg, Olümpiában pedig például a lóverseny utolsó körét jelezte. A szalpinx-játékosoknak, azaz szalpinktészeknek a Kr. e. 5. századtól Boiótiában, a Kr. e. 4. századtól Olümpiában saját versenyeik is voltak. Aiszkhülosz Eumeniszek című tragédiájában a szalpinx hangja hívja gyűlésre az athéniakat. Nagyobb nyilvános eseményeken a szalpinx csendre is inthetett, például Thuküdidész szerint mikor az athéniak közös imádságot mondtak.

## A szalpinx a Bibliában
Az Újszövetségi Biblia ógörög nyelven írt könyveiben a szalpinx szó huszonkétszer fordul elő, ebből tizenhatszor a jelenések könyvében. A Károlyi-biblia trombitának, harsonának, néha kürtnek fordítja.
Az Újszövetségben a szalpinx jelzőhangszerként szerepel az evilági hétköznapokban (Mát 6:2), mint harcra hívó hangszer (1Kor 14:8), és ezt a jellegét természetfölötti, apokaliptikus hatalommal egyesítve is megmutatja, mint az utolsó ítéletre, a feltámadásra jelt adó hangszer (Mát 24:31; 1Kor 15:52;), mint „isteni harsona” (1Thess 4:16).

## Külső hivatkozások
- Szépművészeti Múzeum, Antik Gyűjtemény, Lexikon – Salpinx